# 本氏辣酱热狗店
本氏辣酱热狗店（英語：Ben's Chill Bowl）是华盛顿特区的地标式餐饮店。该店位于西北区的U街走廊1213号，紧邻林肯剧院。餐厅里供应的辣酱热狗，双拼烟熏热狗和奶昔是当地家喻户晓的美食。这家餐厅自1958年开业后就载入史册。在1968年华盛顿特区大暴动期间，警察和抗议者经常光顾此地，安东尼·波登（Anthony Bourdain）和克里斯·塔克（Chris Tucker）等名人也来过这里品尝美味。
2009年1月，华盛顿特区市长艾德里安·芬提还带着当时的候任总统贝拉克·奥巴马来到餐厅用餐，欢迎奥巴马来到华盛顿特区。

## 餐厅历史
本氏辣酱热狗店由本恩·阿里和未婚妻维吉尼亚·罗林斯在1958年8月22日一手建立。 阿里是特立尼达裔移民，未婚妻罗林斯是弗吉尼亚州人。当时，阿里在餐厅所在地附近的霍华德大学学习牙科学。二人在饭馆开业七周后结婚。        店铺以前是明尼哈哈制片厂的所在地，该厂建于1911年，是华盛顿特区无声制片厂。 该建筑是大U街历史遗址区的一处重要建筑。 餐厅的大多数摆设都是20世纪50年代留下来的。 当时，U街有着“黑人百老汇”的称号。艾灵顿公爵、麦尔士·戴维斯和纳·京·高尔等许多爵士乐大师在U街酒吧俱乐部演出后都来这家餐厅驻足休息。
1968年，马丁·路德·金在遇刺后，同年4月发生了华盛顿大暴动，U街走廊因此遭到严重破坏。在暴动期间，美国学生非暴力协调委员会的主席黑人激进分子斯托克利·卡迈克尔要求本氏辣酱热狗店在此期间继续营业，阿里的餐厅因此获得了宵禁后营业的许可。这家餐厅招待过维护当地治安的警官和消防员，还有黑人激进分子。暴力和纵火事件愈演愈烈，本恩不得不在门脸上写上“黑人兄弟的餐厅”，以防暴徒袭击。

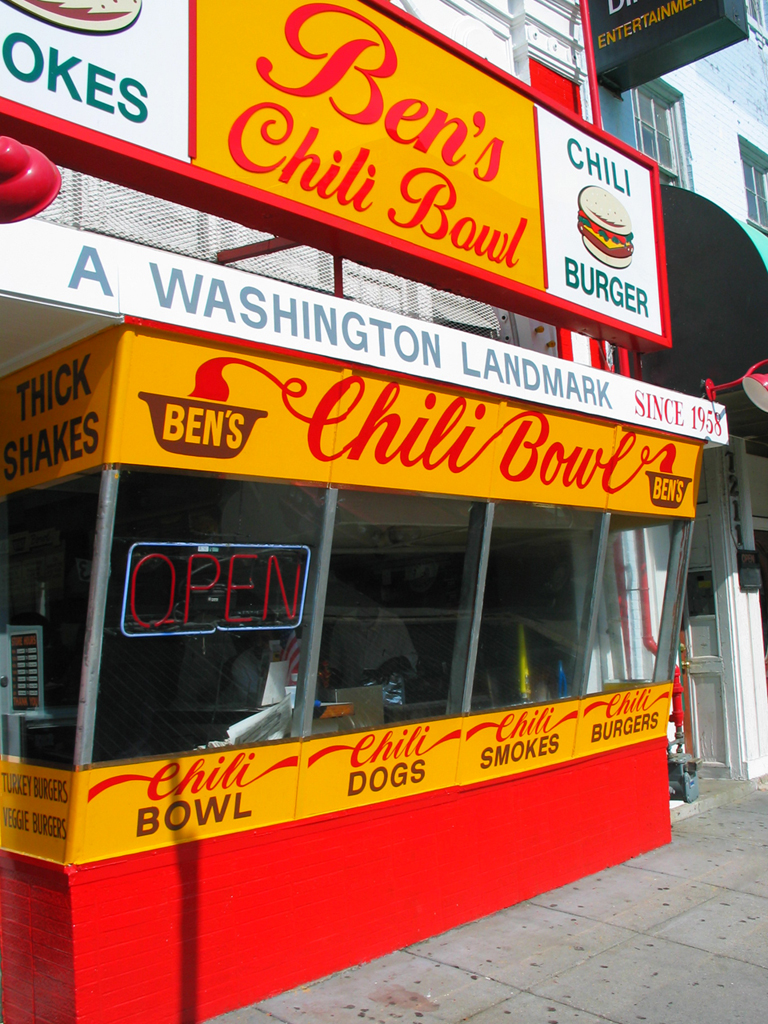
本氏辣酱热狗店门脸

许多店铺都遭到了破坏，当地的居民逃到了郊区居住。从20世纪70年代中期到80年代，当地的经济处于下滑状态。这个地区成为了著名的瘾君子聚集地，辣酱热狗店将店内员工裁减到只剩下一人。本恩和维吉尼亚的儿子卡马尔回忆道：“我们留在了这里，餐厅还有一批老顾客，因为这家店就像当地的理发店一样不可或缺。顾客坐在店里谈天说地。这里一直像家一样，当地居民保护着自己的家。”店内停止供应深受瘾君子喜爱的派和蛋糕，同时，警察也会在楼上的窗户实时监控毒贩的行踪。
餐厅对面的U街地铁站扩建工程于1991年完成，这让当时开业的许多餐厅不得不歇业关门，但是本氏辣酱热狗店仍开门迎客，来招待扩建工程的建筑工人。 《华盛顿邮报》评论，本氏辣酱热狗店“可能是唯一一家在1968年暴动发生和华盛顿地铁绿线建设之后能幸免于难的饭馆”。地铁站的建成，犯罪率的下降也让当地经济逐渐复兴，中产阶层人群逐渐增多。从20世纪90年代初期开始，餐厅的收入每年增长10%，2005年达到150万美元，店内的员工数量逐步增长，2005年达到了20人。

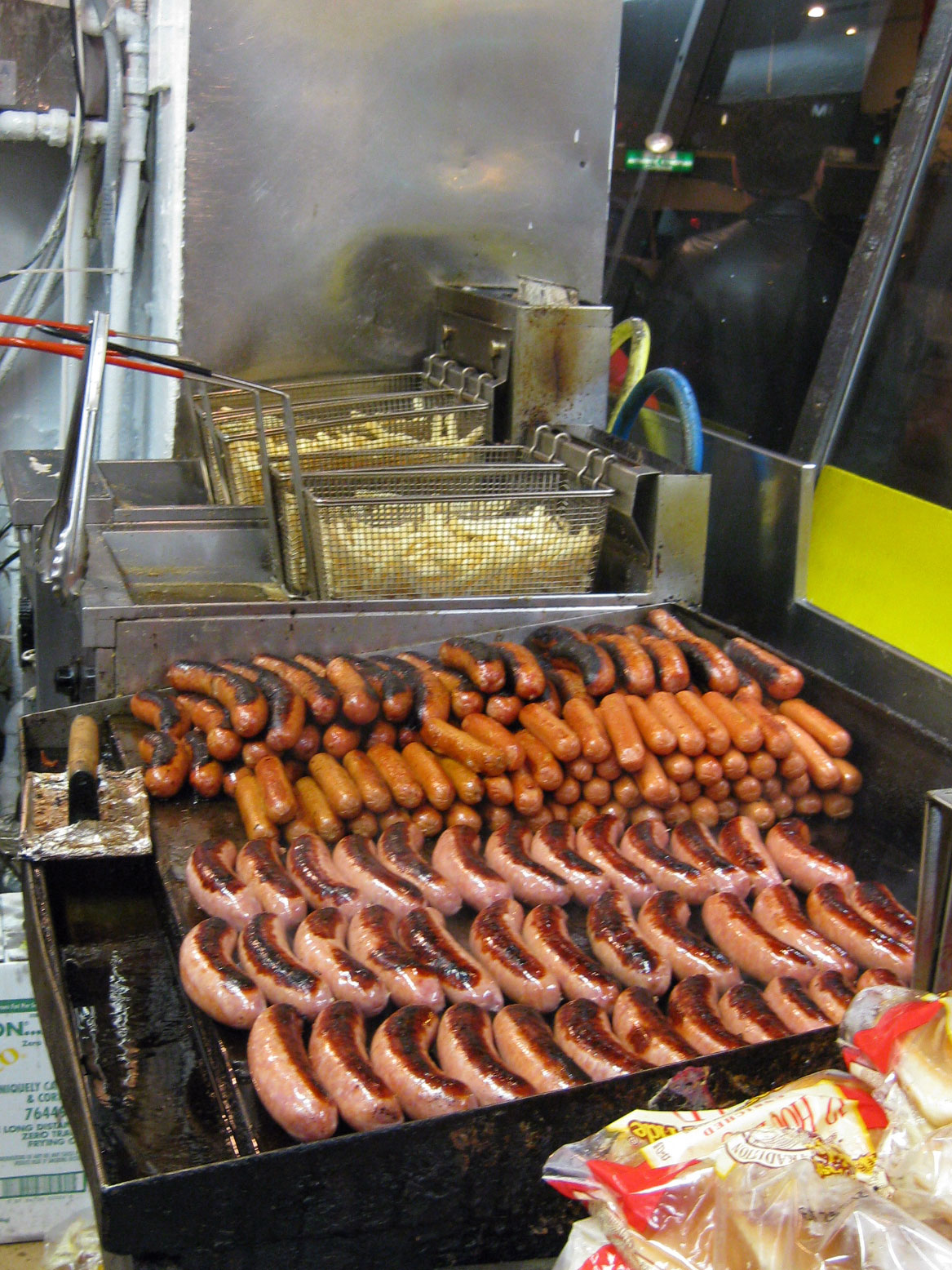
本氏辣酱热狗店里的烤肉肠

2007年夏天，本氏热狗店店长作为中间人参与协商十家当地小型企业和能源公司的能源转换项目，准备将消耗能源全部转换成风能。《纽约邮报》援引尼扎姆·阿里的话说：“我们认为这个想法有助于社区和城市发展、环境保护。事实证明，对于所有人来说，这个想法具有经济效益”。 

2008年，本氏辣酱热狗店在新建的国民球场地区开了第一家分店，但分店只提供总店菜单内的部分食物。本恩于2009年10月7日逝世，享年82岁。本恩和妻子维吉尼亚将饭馆的日常照料工作交给了儿子卡马尔和尼扎姆后，老两口决定退休。本恩·阿里的哀悼活动在城市的各个角落以不同的形式进行。其中，市长艾德里安·芬提写了一封悼词：“听闻本氏辣酱热狗店创始人逝世，我深表痛心。本恩以自己的名字命名这家餐厅，并一手创立哥伦比亚特区奉为至宝的本氏辣酱热狗店。本恩·阿里为餐厅投入毕生心血。餐厅历经腥风血雨，成为城市之灵魂，人民之骄傲”。2009年，本恩的儿子卡马尔和尼扎姆在餐厅原址附近位于西北地区U街1211号开了“本恩邻家菜”，这家餐厅是提供酒水的高档餐厅。尼扎姆说，这家餐厅主打酒水饮料，来弥补本氏辣酱热狗店的不足，餐厅经营目标就是“保持初心”。这家饭馆会从11点开店到闭店提供辣酱热狗店菜单上的所有食物，除此之外，还拥有自己的午餐、晚餐和夜宵菜单。

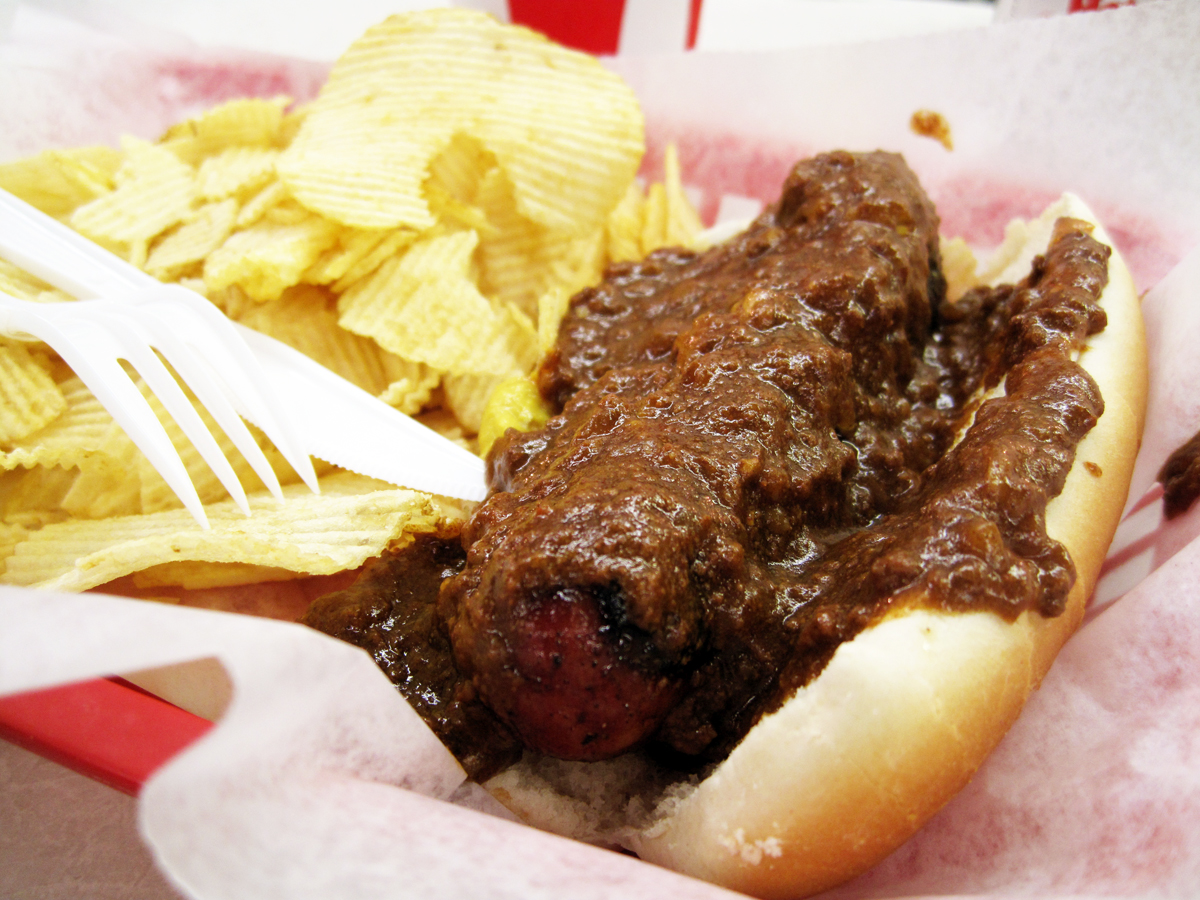
本氏双拼烟熏热狗加薯片套餐

## 顾客和认可度

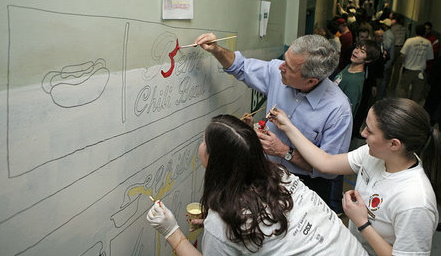
时任美国总统的乔治·W·布什

《波士顿环球报》称，从朋克打扮的青年到穿着时尚的商务人士，本氏热狗店的顾客遍及各行各业。2001年，本恩和维吉尼亚的儿子卡马尔对于顾客发生变化这件事发表了自己的看法：“你能听到顾客对食物做出评价，甚至有的白人顾客认为自己吃了辣酱热狗才是最时髦的人。现在他们看到店里还有许多其他的白人也来到这里吃饭，就有点闷闷不乐。”

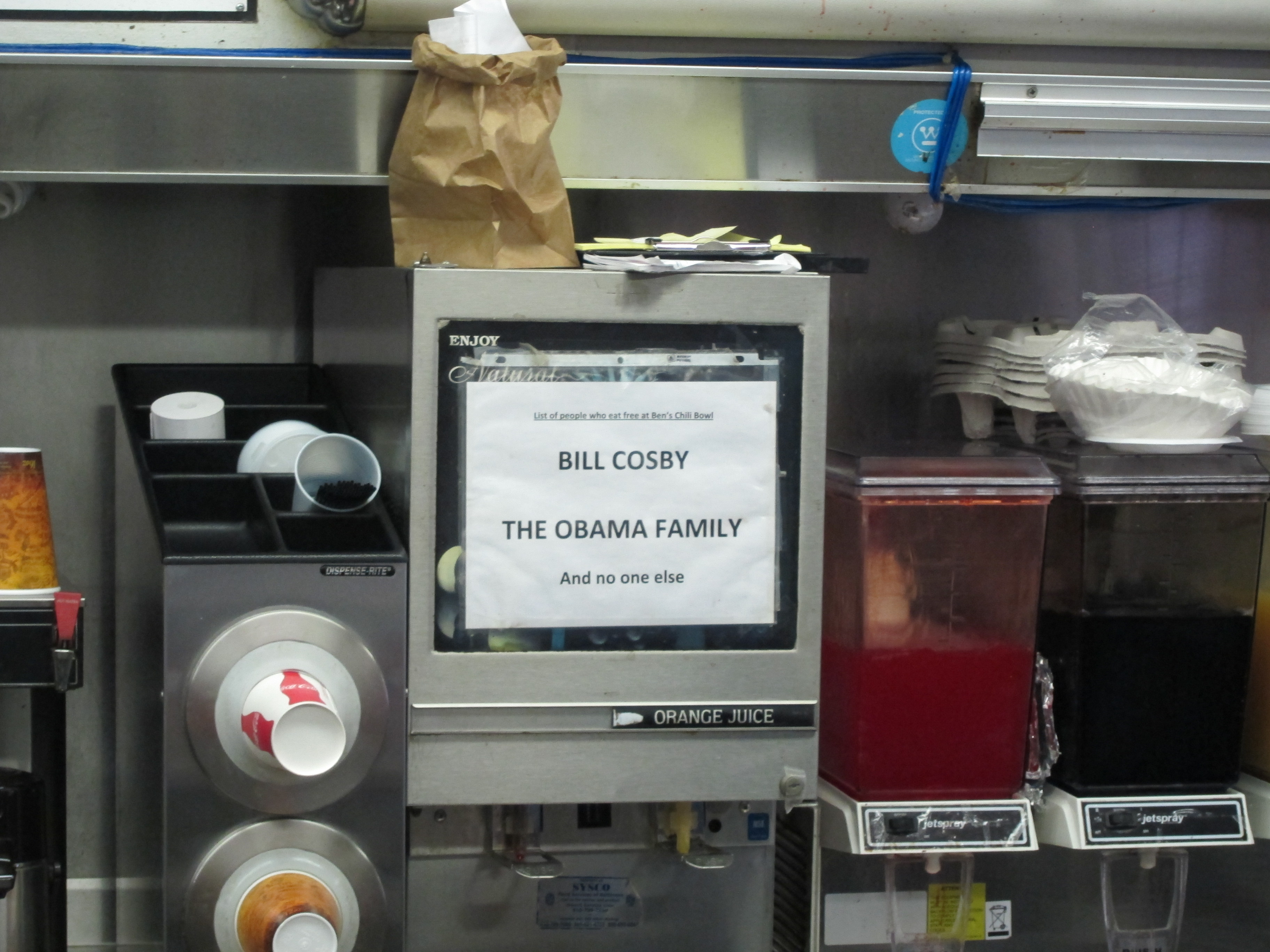
免费用餐的顾客名单

最有名的老顾客要属喜剧演员比尔·科斯比 ，他带着自己的未婚妻来店里约会。寇司比回忆道，1958年那时，自己是个海军，军队驻扎在马里兰州贝塞斯达，自己经常光顾U街的爵士俱乐部，第一次成为餐饮店的老顾客。他还说，和马里兰大学学生卡米尔一起来这里吃饭的几次中，“每次都能吃六个双拼烟熏热狗”。1985年，寇司比在本氏热狗店举行新闻发布会，来庆祝自己电视情景喜剧《考斯比一家》大获成功。从那以后，他一到华盛顿区就去店里坐坐，吃几个双拼烟熏热狗。店里的一个告示上写着：“只有比尔·寇司比可以吃霸王餐”。2008年11月3日，店里又贴了新的告示：奥巴马家的人可以免费享用本店的食物。从2012年开始，店内的墙上就画上寇司比的巨幅壁画。不过，2017年1月，寇司比面临性侵犯指控后，壁画就撤了下来。
克里斯·塔克和波诺等其他名人在这几年里也光顾了这家店。2005年，新闻记者泰德·坎培尔卸任新闻节目夜线的主持工作后，在这家餐厅里举办了欢送会。2009年1月10日，时任候选总统的贝拉克·奥巴马来本氏热狗店就餐。
《华盛顿邮报》称：“截止20世纪90年代，想参与竞选的议员都来本氏热狗店吃过饭”。安东尼·威廉姆斯在成功竞选市长后，立即来到了本氏辣酱热狗店。但是，来到本氏热狗店的就餐的还有外国友人。1998年，前华盛顿特区市长马里恩·巴里描述称，自己曾到加纳会见霍华德大学的校友阿克拉市长。阿拉克市长见到我第一句说的就是，“很高兴你能来到阿克拉，本氏热狗店还开张吗？”据报道，2010年3月，法国总统尼古拉·萨科奇和他的妻子卡拉·布鲁尼·萨科齐在拜访华盛顿特区时，来到了本氏热狗店用餐，每个人吃了两个双拼烟熏热狗。

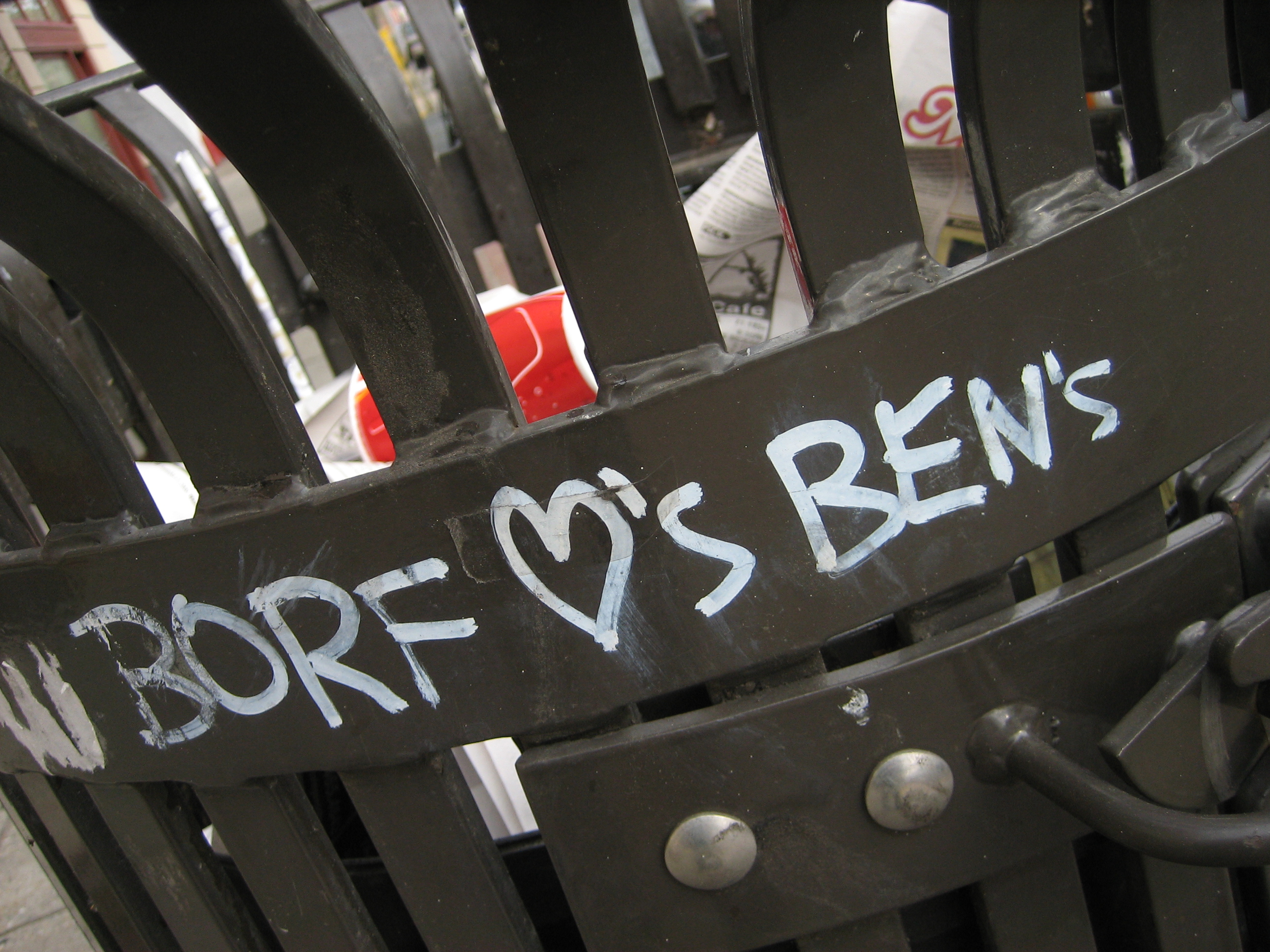
鲍夫Borf的涂鸦中指的可能是本氏辣酱热狗店

《塘鹅暗杀令》和《玩耍状态》等电影在这家餐厅取景，餐厅还登上了“数十个电视节目”。短片《本恩的早餐》中几乎所有场景都在餐厅拍摄。2019年，关于种族主义的纪录片《美国黑人公路旅行指南》将这家餐厅设为主要取景地。不仅如此，在许多小说里，这家餐厅成为了碰面地点，比如乔治·佩勒卡诺斯所著的《萨克曼国王》。
本恩和妻子维吉尼亚入选了名人堂。1999年将临近饭馆的一条小巷命名为“本恩·阿里路”。2009年本恩·阿里去世后，华盛顿特区的市长艾德里安·芬提发表了悼词，将这家餐厅称为“哥伦比亚特区最宝贵的财富”。

### 流行文化
华盛顿当地的旅游频道旅游频道的《美食角斗士》第二季在2009年夏天首次播出，节目还记录了本恩辣酱热狗店。节目中，主持人亚当·里奇曼帮助本恩儿子尼扎姆准备辣椒酱，然后试吃了双拼烟熏热狗，里奇曼还坐在了今年总统巴拉克·奥巴马坐过的位置上吃饭。
在2009年上映的电影《状态》中，记者卡尔·麦卡弗里（罗素·克洛Russell Crowe）来到了本氏辣酱热狗店，他似乎是这里的常客，点了自己的 “老三样”：辣椒芝士汉堡，辣椒芝士薯条和双拼烟熏热狗。片段中，餐厅里贴了标志：“只有演员比尔·寇司比可以在本餐厅免费用餐”。
HBO电视网的《堕落街传奇》第一季中虽然没有明确提到本氏辣酱热狗店，但在纽约市餐厅设定的桥段中，演员艾米莉·梅德扮演的劳里问道：“这个是香肠吗？” 加里·卡尔扮演的角色回答道：“女士，那个可是双拼烟熏香肠。”

### 评价
2004年，詹姆斯·比尔德基金会将本的餐厅评为“在美国烹饪界拥有一席之地且接地气的餐厅”。迈克尔·斯特恩是一位专门研究美国地方美食的作家，他在2008年写了一篇评论文章，称赞“双拼烟熏热狗味道棒极了!”，“本氏热狗店做的红薯派是世界上最好吃的派”。斯特恩称，这里的辣椒酱酱汁浓稠、辛辣可口、味道浓郁，让人上瘾，是“令人念念不忘的美食”。2009年1月，美食杂志《祝你好胃口》将本餐馆列入全国十大“最佳辣味餐馆”，并断言:“如果不将这个U街饭馆列入考虑范围，辣味餐馆的讨论就一点都不客观。”但是， 2016年《华盛顿邮报》的餐厅评论中，本的餐厅只得了一星，评论中说食物“差强人意”。

## 延伸阅读
- 本氏辣酱热狗店：华盛顿特区具有里程碑意义的50年 （页面存档备份，存于），作者Tracey Gold Bennett，阿卡迪亚出版社，2008年，ISBN 0-7385-5424-3